# Otto Hermann von Howen
Otto Hermann von Howen (ur. 13 listopada 1740 w Fockenhoff, zm. 15 czerwca 1806 na stacji pocztowej w Gulbene) – szambelan Stanisława Augusta Poniatowskiego, sekretarz Stanu Rycerskiego Kurlandii, oberburgrabia.
Syn Otto Christophera von der Howena dyplomaty na dworze Augusta III i jego żony Elżbiety Dorothei von Mirbach. Studiował prawo na Uniwersytecie w Kilonii, gdzie 17 listopada 1759 uzyskał doktorat z prawa międzynarodowego na podstawie rozprawy O nietykalności posłów, a następnie uzupełniał studia do 1761 na Uniwersytecie w Strasburgu. W 1763 roku powrócił do ojczyzny i szybko zaangażował się w życie polityczne kraju. Jego aktywność na tym polu zbiegła się w czasie z przywróceniem na tron kurlandzki księcia Ernesta Johanna Birona. Po tym, jak w grudniu 1764 król Stanisław August Poniatowski przekazał Księstwo Kurlandii Ernestowi Johannowi i jego następcy tronu, księciu Piotrowi, Hoven był przedstawicielem rycerstwa kurlandzkiego na polskim dworze królewskim w latach 1765-1771, gdzie opierał się zatwierdzeniu Piotra Birona jako księcia kurlandzkiego za co został uwięziony 27 lipca 1771 i potajemnie przetransportowany do Rygi na rozkaz Katarzyny II więziony był trzy lata do 1774. Prawdopodobnie jednym z warunków zwolnienia było podpisanie przez niego pisemnej deklaracji, że nie będzie już nigdy aktywnie uczestniczył w życiu politycznym Kurlandii. Jednak okoliczności szybko uległy zmianie, pod koniec 1775 powrócił do aktywnej działalności politycznej i doprowadził do porozumienia między szlachtą a księciem. W latach 1778-1781 został ponownie wysłany jako poseł kurlandzki na dwór warszawski. W lipcu 1784 udał się w trzyletnią podróż po Europie. We wrześniu 1786 zrezygnował ze stanowiska sekretarza rycerstwa kurlandzkiego w grudniu 1786 został nadburgrabią (Oberburggraf) urząd ten sprawował przez 10 lat. W latach 1792-1794 przebywał na dworze w Petersburgu. W 1795 wymusił abdykację księcia Piotra Birona i bezwarunkowe poddanie Kurlandii panowaniu rosyjskiemu. Caryca Katarzyna II mianowała go tajnym radcą i podarowała mu dwa majątki ziemskie. Car Paweł I mianował go senatorem, odznaczył orderem św. Anny I klasy przekazując dwie kolejne posiadłości. Po włączeniu Kurlandii w skład państwa rosyjskiego nie odgrywał już większej roli politycznej. Zmarł na stacji pocztowej Gulbene w guberni inflanckiej w trakcie powrotu z Petersburga do Mitawy. Żył rozrzutnie  nie założył rodziny, do końca życia pozostał kawalerem. 